# Adventure Time: Hey Ice King! Why'd You Steal Our Garbage?!
Adventure Time: Hey Ice King! Why'd You Steal Our Garbage?! (en español: "Hora de Aventura: ¡Oye Rey Helado! ¡¿Por qué tuviste que robar nuestra basura?!" u "Hora de Aventuras: ¡Eh, Rey Hielo! ¿¡Por qué tuviste que robar nuestra basura?!) es un videojuego de acción-aventura basado en la serie animada de Cartoon Network, Adventure Time. El juego fue desarrollado por WayForward Technologies y distribuido por D3 Publisher para Nintendo DS y Nintendo 3DS. El juego fue lanzado exclusivamente para Norteamérica el 20 de noviembre de 2012, y digitalmente a través de la Nintendo eShop el 13 de diciembre de 2012.

## Jugabilidad
La jugabilidad muestra una vista aérea cuando Finn y Jake están explorando la Tierra de Ooo, pero cuando el jugador entra a una mazmorra, la jugabilidad cambia a un juego de plataformas en 2D, muy similar a Zelda II: The Adventure of Link. El juego tiene una segunda búsqueda una vez completado. Habrá muchos objetos que pueden ayudar en la aventura, muchos son objetos icónicos en la serie, como la Garra de Tigre y la Tarta Real. Algunos objetos son alimentos que pueden restaurar la salud. El combinar alimentos puede restaurar aún más la salud (por ejemplo: Hamburgesa y Ketchup) o perjudicar la salud (por ejemplo: Hamburgesa y Sirope de Arce). Habrá cuatro mundos que el jugador puede explorar como las Praderas, el Reino Dulce (Chuchelandia), el Reino Helado y el Paso de la Roca Roja. Jake puede aprender más de sus habilidades elásticas conforme avance el juego. Estas son un puño ondulado, un escudo auditivo, transformarse en puente, bote, sombrilla y mucho más.

## Trama
El Rey Helado (Rey Hielo) está intentando crear una Princesa Basura con todas las cosas que los héroes Finn y Jake han dejado tiradas por la tierra de Ooo. Les toca a Finn y Jake detenerle.

## Desarrollo
El juego fue inicialmente anunciado el 23 de marzo de 2012, por WayForward Technologies y el creador de la serie Pendleton Ward, quien trabajó con el desarrollador como consultor creativo para el juego. Jake Kaufman compuso la música para el juego, que era completamente original, excepto por el tema del título.

## Edición de coleccionista
El 12 de julio de 2012 se reveló que el juego tendría edición de collecionista tanto para DS como 3DS. Incluye una copia del Enchiridion (manual de Finn) con Carcasa de acero, un póster de Ooo, un libro llamado El Libro de las Bestias y un lápiz óptico diseñado a partir de la espada de Finn.

## Recepción
El juego recibió críticas positivas por parte de los críticos. Lucas M. Thomas de IGN, un fan ávido de Adventure Time, le dio al juego una calificación "grande" de 8.5, al comentar que "está es una aventura increíble y casi no tengo quejas a nivel contra ella." También tiene una puntuación de 69% en Metacritic.